# Бахорце
Бахорце (пол. Bachorce) — село в Польщі, у гміні Крушвиця Іновроцлавського повіту Куявсько-Поморського воєводства.
Населення — 322 особи (2011).
У 1975-1998 роках село належало до Бидгощського воєводства.

## Демографія
Демографічна структура станом на 31 березня 2011 року:
|          | Загалом | Допрацездатний вік | Працездатний вік | Постпрацездатний вік |
| -------- | ------- | ------------------ | ---------------- | -------------------- |
| Чоловіки | 155     | 36                 | 106              | 13                   |
| Жінки    | 167     | 28                 | 105              | 34                   |
| Разом    | 322     | 64                 | 211              | 47                   |